# Wojcieszyce (Lubusz)
Pour les articles homonymes, voir Wojcieszyce.
Wojcieszyce (prononciation : [vɔi̯t͡ɕɛˈʂɨt͡sɛ]) est un village polonais de la gmina de Kłodawa dans le powiat de Gorzów de la voïvodie de Lubusz dans l'ouest de la Pologne.
Il se situe à environ 4 kilomètres à l'est de Kłodawa (siège de la gmina) et 6 kilomètres au nord de Gorzów Wielkopolski (siège du powiat).
Le village comptait approximativement une population de 943 habitants en 2013.

## Histoire
Avant 1945, ce village était sur le territoire allemand. (voir Évolution territoriale de la Pologne)
De 1975 à 1998, le village appartenait administrativement à la voïvodie de Gorzów.

Depuis 1999, il appartient administrativement à la voïvodie de Lubusz